# Agapetus inaequispinosus
Agapetus inaequispinosus är en nattsländeart som beskrevs av Schmid 1970. Agapetus inaequispinosus ingår i släktet Agapetus och familjen stenhusnattsländor. Inga underarter finns listade i Catalogue of Life.